# Maria de Luxemburg
|  | Per a altres significats, vegeu «Maria de Luxemburg (comtessa de Vendôme)». |

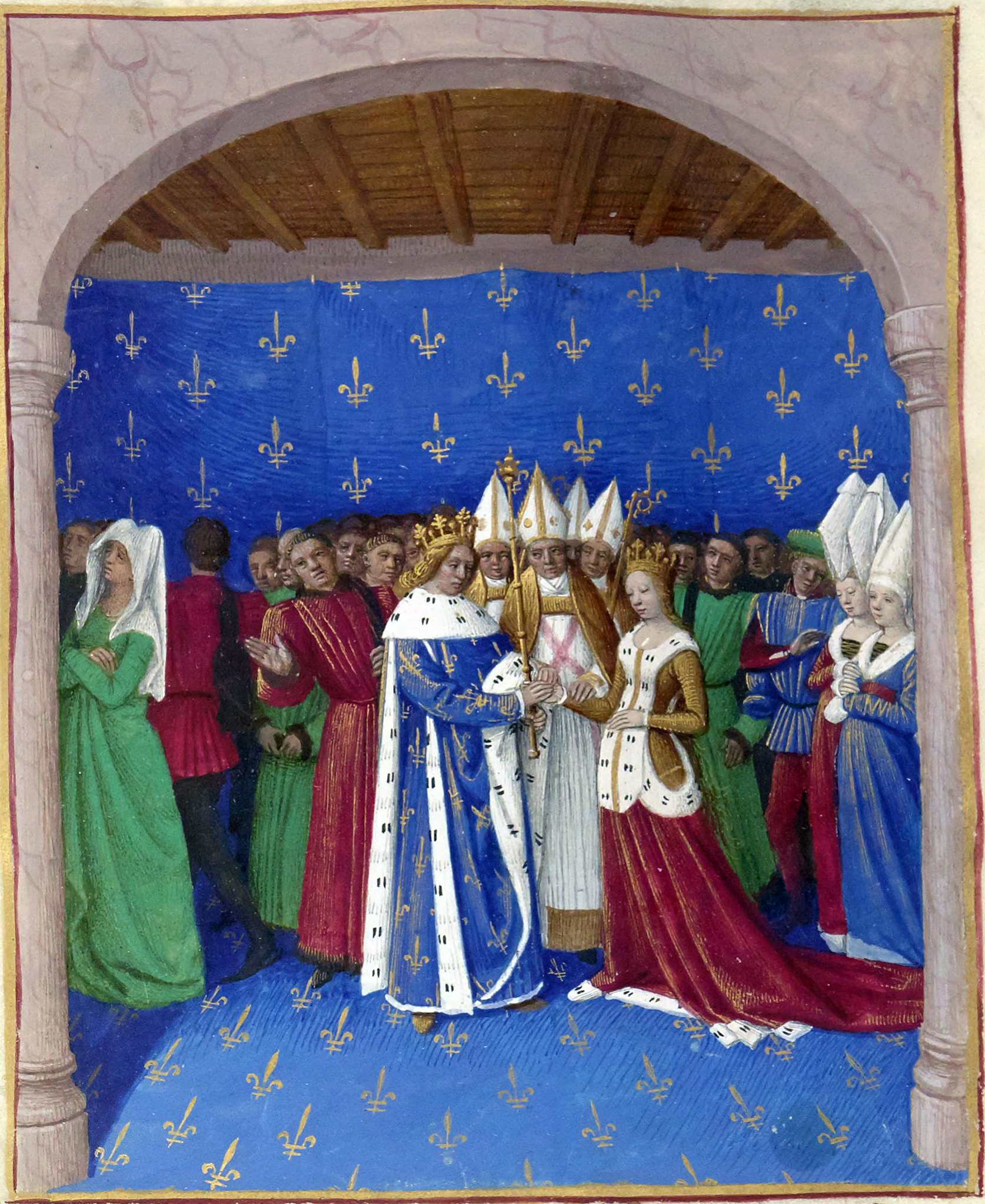
Casament de Carles IV i Maria de Luxemburg, pintat per Jean Fouquet

Maria de Luxemburg (1305 - Issoudun, 1324) fou reina consort de França i Navarra (1322-1324). Maria era filla de l'emperador Enric VII de Luxemburg i la seva esposa Margarida de Brabant. Per línia paterna era neta del comte Enric III de Luxemburg i Beatriu d'Avesnes, i per línia materna del duc Joan I de Brabant i Margarida de Flandes. Es casà el 21 de setembre del 1322 a París amb el rei Carles IV de França, esdevenint la segona esposa d'aquest. D'aquesta unió nasqueren: La princesa Margarida de França (1323) i el príncep Lluís de França (1324).
El primer casament del rei francès amb Blanca de Borgonya fou anul·lat pel Papa Joan XXII el 7 de setembre d'aquell mateix any. El rei Carles IV buscant una dona que li assegurés la seva descendència va fixar-se en la princesa alemanya.
Maria va donar llum a una nena, que morí al cap d'uns mesos. Posteriorment es quedà embarassada de nou però patí un accident de carruatge en un dels seus desplaçaments. Tingué un fill prematur, que morí al cap d'unes hores, així com la mateixa Maria, que no es pogué refer de l'accident, el 21 de març de 1324 a Issoudun, a l'edat de dinou anys. Fou enterrada a l'església dels dominics a Montargis.